# ハレーションラブ
『ハレーションラブ』は、2023年8月5日から9月30日まで、テレビ朝日系「土曜ナイトドラマ」枠にて放送されたテレビドラマ。主演は髙橋ひかる。
亡き父の写真店を受け継いだ女子大生がある日、見知らぬ男性から現像を依頼されたフィルムに見覚えのある公園の風景が写っていることに気づき、幼なじみの男の子との再会をきっかけに街中がひた隠しにする15年前の事件の真相へとたどり着く物語。

## キャスト

### 主要人物
深山朱莉（みやま あかり）〈21〉
演 - 髙橋ひかる（幼少期：風間蘭）
星合台大学心理学科の3年生。「星合台」で亡き父が残した写真店「ミヤマカメラ」を母と営む。
父の影響でカメラを持ち、趣味はフィルムカメラでの風景撮影。
15年前の七夕の日、昴の兄・晶が亡くなる直前まで一緒に遊んでいたが記憶が曖昧で、毎日撮影していた写真も7月7日だけ残っていない。
浅海恭介（あさみ きょうすけ）〈40〉
演 - 眞島秀和
朱莉に近づく謎の男。「ミヤマカメラ」を訪れ、古いフィルムの現像を依頼する。
現像写真を引き取りに来ると、朱莉にカメラの撮影方法を教えて欲しいと願い出る。
後日、犯罪心理学を教える特別講師として星合台大学の教壇に立ち、朱莉の前に現れる。
藤原昴（ふじわら すばる）〈21〉
演 - 一ノ瀬颯（幼少期：岡崎琉旺）
朱莉の幼馴染。兄・晶を火事で亡くしたのを契機に北海道に引っ越していたが、星合台大学に転入し、朱莉と再会する。

### 周辺人物
橋本隼人（はしもと はやと）〈26〉
演 - 栁俊太郎（第3話 - ）（小学生時：熊谷武尊）
実家が営む自動車整備工場「ハシモトモーター」の従業員。感情を表に出すのが苦手。星合台育ち。
何者かに投函された小学校時代の写真を手掛かりに、朱莉に晶をいじめていたのではないかと問い詰められると、激高する。
槙田柚生（まきた ゆずき）〈26〉
演 - 吉村界人（小学生時：髙井駿音）
星合台大学の学生課職員。裕福な家庭で何不自由なく暮らす。星合台育ち。
明るく面倒見が良く、朱莉にも親切だが、女好き。
昴が星合台に戻って来たころに行方不明となり、赤い短冊を口に押し込まれた遺体となって、河川敷で発見される。
深山那津子（みやま なつこ）〈50〉
演 - 濱田マリ
朱莉の母。経営難から「ミヤマカメラ」の店じまいも考えたが、工場パートを掛け持ちし、朱莉と続けている。
娘と仲睦まじく暮らしながらも、15年前の火災の件に朱莉が関わることを心配している。
小田桐真美（おだぎり まみ）〈30〉
演 - 内藤理沙
星合台の外からやって来た探偵。浅海が星合台にやってきた同じころに街に現れ、朱莉に浅海について探りを入れる。
また、15年前に星合台で起きた火事についても調べているが、雇い主は不明。
三原椎奈（みはら しいな）〈24〉
演 - 川瀬莉子
星合台大学心理学科の6年生。好奇心旺盛で少し毒っ気もあるが、朱莉が心置きなく付き合える良き人物。
加賀武（かが たけし）〈70〉
演 - 嶋田久作
かつて星合台の平和を交番勤務で守ってきた元巡査。孝之の父。
退官後も登下校時の小学生の見守り運動をするなど、精力的にボランティア活動をしている。
加賀孝之（かが たかゆき）〈35〉
演 - 猪塚健太
現在星合台の交番に勤務する巡査。武の息子。端整な容姿と愛嬌で、地元のおばさまたちから愛され人望も厚い。
街で不可解な事件が頻発し始め、街を守るために奔走する。

### ゲスト

#### 第1話
深山亘
演 - 池田良（第1話・第2話 写真出演・第5話）
朱莉の亡父。8年前に木から転落して亡くなっている。
15年前の七夕祭りの日に朱莉が撮影した写真に失火した空き家でライターを持ち微笑む朱莉が写っていたが、フィルムは残しておくよう那津子に告げていた。
原田美穂子
演 - しゅはまはるみ
「第22回Green Photo Award」の審査員長。風景写真で優秀賞を受賞した朱莉に、本当は人を撮りたいのではないかと問いかける。
近藤勉
演 - 大迫茂生
星合台大学で犯罪心理学を講義する講師。
藤原晶（ふじわら あきら）
演 - 井上涼太（第2話 - 第4話・第6話・最終話）
昴の兄。享年11歳。15年前の七夕の日、空き家でいじめを苦に「どこかトオクにいけまスようニ」と書かれた赤い短冊に火をつけ、失火に巻き込まれ焼死したとされている。

#### 第2話
星合台大学の学生
演 - 宇崎咲玖、佐々木大芽
「ミヤマカメラ」の店先に打ち付けられた赤い短冊付きの笹を回収する女性の動画を閲覧し、教室に入って来た朱莉ではないかと噂する。
餅田佳代子
演 - 森田亜紀（写真出演）（第5話・第6話・最終話）
日和、真美の母親。藤原晶が亡くなった空き家の隣の住宅から遺体で見つかった主婦。享年45歳。

#### 第3話
本木亮
演 - チャンス大城
小学校の教員。「ミヤマカメラ」を訪れ、卒業アルバム用の写真撮影を依頼するが、那津子に夫が亡くなってから引き受けていないと、依頼を断られる。
従業員
演 - 泉光典（最終話）
「ハシモトモーター」の従業員。晶のいじめの件を問われ、激高して朱莉に襲い掛かる隼人を制止する。
レポーター
演 - 斎藤康貴（テレビ朝日アナウンサー）
槙田の遺体が発見されたニュースを現場の河川敷から伝える。

#### 第5話
餅田日和
演 - 中村里帆（第6話・第8話・最終話）
真美の姉。佳代子の娘。写真撮影が好きで朱莉の父からも腕前を褒められていた。昨年32歳で死去。
餅田真美
演 - 植原星空（第6話・最終話）
日和の妹。佳代子の娘。15年前の七夕祭りの日、姉のカメラを借りられなかったため、「ミヤマカメラ」で使い捨てカメラを購入する。
中條
演 - 並木彩華
「ミヤマカメラ」に来店した女学生。入院した祖父に昔撮影した写真を持ってきて欲しいと頼まれ、フィルムの現像を注文する。
プリントした写真に若いころの祖父と遊ぶ、幼い自分が写っているのを見つけ喜ぶ。

#### 第7話
学生
演 - 秦はるか、井ノ口彩矢（第5話）、水野友雅
星合台大学の学生。浅海の犯罪心理学の講義中に一斉送信されてきた拘束された槙田や朱莉を昴が15年前の事件に関して尋問する動画を視聴し、騒ぎ出す。
学生
演 - 菊池銀河、結城陽葵
星合台大学の学生。講義室から飛び出した朱莉をスマホで撮影したことから、三原からスマホで撮影され「勝手に写真撮る人、ウザイよね」と注意され、写真を消すように促される。
刑事
演 - 吉川一勝（第8話）
槙田柚生の事件について質問があると、昴に警察署まで同行を求める。

#### 第8話
女性警官
演 - 寺田浩子
朱莉から槙田の事件の時に昴と一緒にいたと報告を受ける。

#### 最終話
子どもたち
演 - 奈良部心紅、斉藤拓弥、吉田奏佑
海辺で遊ぶ子供たち。朱莉は思わず写真を撮る。

## スタッフ
- 脚本 - 若杉栞南[1]
- 主題歌 - Anly「EYE」（Sony Records）[25]
- 演出 - 内藤瑛亮、長部洋平、高杉考宏、竹園元[1]
- ゼネラルプロデューサー - 三輪祐見子（テレビ朝日）[1]
- プロデューサー - 髙木萌実（テレビ朝日）、清家優輝（ファインエンターテイメント）[1]
- 写真監修 - 圓井誓太[26]
- 心理学監修 - 出口保行[27]
- 制作協力 - ファインエンターテイメント[1]
- 制作 - テレビ朝日[1]

## 放送日程
| 各話   | 放送日  | サブタイトル                 | 演出     |
| ------ | ------- | ---------------------------- | -------- |
| 第1話  | 8月05日 | 平和な街、不穏な事件         | 内藤瑛亮 |
| 第2話  | 8月13日 | 七夕が消えた街               | 内藤瑛亮 |
| 第3話  | 8月20日 | 短冊を咥えた死体             | 長部洋平 |
| 第4話  | 8月26日 | 強烈な記憶のスイッチ         | 長部洋平 |
| 第5話  | 9月02日 | 母の嘘                       | 高杉考宏 |
| 第6話  | 9月09日 | 朱莉の罪                     | 内藤瑛亮 |
| 第7話  | 9月16日 | 終わらない事件               | 竹園元   |
| 第8話  | 9月23日 | 焼け焦げたネガフィルム       | 竹園元   |
| 最終話 | 9月30日 | どこかトオクにいけまスようニ | 内藤瑛亮 |

- 第2話・第3話は前日放送の『熱闘甲子園』（23時 - 23時30分）[29]に伴う特別編成の関係で30分繰り下げられ、翌0時 - 0時30分に放送された[30][31]。
- 最終話は23時 - 翌0時の30分拡大放送。